# Фридрих I Витцтум фон Екщедт
Фридрих I Витцтум фон Екщедт (на немски: Friedrich I Vitzthum von Eckstädt; * 10 януари 1675 в Дрезден (или Вьолкау); † 13 април 1726 в Надарцин, Полша) е от 1711 г. граф от род Витцтум-Екщедт и таен кабинет-министър при саксонския курфюрст и полски крал Август II Силни (1670 – 1733).
Той е големият син на ритмайстер и камерхер граф Кристоф VI Витцтум фон Екщедт (1633 – 1711) и втората му съпруга Йохана Хелена фон Найтшютц (1649 – 1707), дъщеря на полковник Рудолф фон Найтшютц (1614 – 1682) и Магдалена фон Остерхаузен (1621 – 1675). Брат е на Кристиан Витцтум фон Екщедт (1681 – 1738).
Фридрих I Витцтум фон Екщедт става паж на 11 години в двора на Курфюрство Саксония. Той печели доверието на Август Силни. Той го придружава в патуванията му и при военни акции и получава добри служби. Той става главен щал-майстер, главен камерхер, истински таен съветник и саксонски и полски кабинет-министър. От 1714 г. той е номинален шеф на Саксонската библиотека. През 1721 г. той получава полския Орден на Белия орел.
Фридрих I Витцтум фон Екщедт престроява в стил барок, купения през 1659 г. от баща му дворец Клайнвьолкау и прави градина. Вдовицата му Рахел Шарлота фон Хойм построява ок. 1730 г. бароковия дворец в Отервиш до Лайпциг.
Фридрих I Витцтум фон Екщедт умира близо до Варшава при пистолет-дуел на кон от ръката на граф Виктор де Ст. Гиле.

## Фамилия
Фридрих I Витцтум фон Екщедт се жени на 8 август 1699 г. в Дройсиг за Рахел Шарлота фон Хойм (* 1 ноември 1676, Дройсиг; † 17 март 1753, Скаска), дъщеря на фрайхер Лудвиг Гебхард фон Хойм (1631 – 1711) и Катарина София фон Шьонфелд (1699 – 1681). Те имат децата:
- Фридерика Шарлота Витцтум фон Екщедт (* 4 ноември 1700, Дрезден; † 4 февруари 1755), омъжена за Лубомирски
- Хенриета София фон Витцтум (* 2 ноември 1701, Дрезден), омъжена за фон Ватцдорф
- Фридрих Карл фон Витцтум (1703 – 1705)
- Кристиана Луиза фон Витцтум (1705 – 1708)
- Карл Лудвиг фон Витцтум (1707 – 1708)
- Йохана Вилхелмина фон Витцтум (1709 – 1709)
- Йохан Фридрих фон Витцтум фон Екщедт (* 24 юни 1712, Дрезден; † 16 октомври 1786, Лайпциг), генерал-лейтенант
- Лудвиг Зигфрид I Витцтум фон Екщедт (* 14 юли 1716, Дрезден; † 5 декември 1777, Дрезден), женен I. на 4 октомври 1748 г. в Талвиц при Вурзен за графиня Кристиана Каролина фон Хойм (* 24 май 1728, Дрезден; † 14 февруари 1760, Отервиш), II. на 22 август 1761 г. в Кьонигсварта за Августа Ердмута фон Поникау-Пилграм (* 9 юли 1738, Об.-Йолза, Лаузитц; † 8 април 1775, Дрезден), III. на 30 октомври 1775 г. за Амалия Сибила Елеонора фон Щамер (* 8 януари 1749, Дрезден; † 14 декемвреи 1797, Дрезден)